# Коронална раван
Коронална раван или фронтална раван која је ограничена димензијама висине и ширине, у људској анатомији означава било коју вертикалну раван која је паралелна са короналним шавом лобање и која дели тело у анатомском смислу на вентрални и дорзални део (трбух и леђа). Коронална раван је стога окомита на сагиталну (попречну) раван тела и пролазе кроз његову целу дужину.

## Етимологија
Термин коронална раван је изведен из латинског израза corona, који потиче од старогрчког израза κορώνη (korōnē), и у преводу је венац или круна. Назван је тако јер је паралелна са короналним шавом лобање, који се формира између фронталне и темпоралне/темене кости, дајући неку врсту дијадемске конфигурације која је отприлике паралелна са лицем.

## Анатомија
Коронална раван, која је једнако вертикална раван оријентисан попречно; то јест, с десна на лево. Она дели људско тело на предњу и задњу половину. Она припада скупу уздужних равни тела, пошто је управна на попречну или трансверзалну раван и заједно са сагиталном равни формирај прави угао.  
Код човека, средња коронална раван која дели тело на две половине ( предњу и задњу) то чини замишљеном линијом која сече обa рамена појаса.

## Намена
Ова раван као и друге анатомске равни служе клиничарима за описивање локације појединих делова тела и међусобне односе једног дела тела према другом, јер коронална раван која се често назива и фронтална раван дели тело на предњии задњи део.

## Покрети који се обављају у короналној (фронталној) равни
Покрети који се обављају у короналној (фронталној) равни су бочни и они укључују:
Абдукцију: померање удова бочно, даље од средње линије тела (нпр подизање ноге у страну)
Адукцију: померање удова медијално, према средњој линији тела (нпр спуштање руке на страну тела)
Елевацију: подизање лопатице нагоре
Депресију: спуштање лопатице надоле
Инверзију скочног зглоба: табан се окреће ка унутра према средњој линији тела (компонента супинације)
Еверзију скочног зглоба: табан се окреће ка споља од средње линије тела (компонента пронације)
Иако је кретање у короналној (фронталној) равни мање уобичајено у свакодневном животу, важно је да се неки од ових покрета укључите у фитнес рутину (скакање, бочни искорак, бочно померање, бочни прегиб и бочна подизања руку и ногу).

## Галерија
- Секционе равни мозга
- Идентични близанци у гестационој доби од 15 недеља, приказани у короналној и сагиталној равни
- Сагитални пресек (горе) коронални пресек (доле) мишјег мозга
- На ЦТ начињена слика короналног пресека скелета лица (са параназалним синусима, носним септумом и носним шкољкама)